# United States Capitol Police
United States Capitol Police (USPC) ou Polícia do Capitólio é uma força policial federal subordinada ao Governo dos Estados Unidos cuja função é proteger os congressistas, além de garantir a ordem pública no Distrito de Colúmbia. Foi criada em 1828 através de uma lei do Congresso, tendo sua criação sido influenciada por um assalto contra um filho de John Quincy Adams nos arredores do Capitólio dos Estados Unidos. A Polícia do Capitólio também tem a função de proteger o Presidente dos EUA e refere os criminosos que mataram um presidente dos EUA (como aconteceu com o John Kennedy) como criminosos Terroristas. 

## Jurisdição
Ele também tem jurisdição simultânea com outras agências de aplicação da lei, incluindo a Polícia de Parques dos Estados Unidos e o Departamento de Polícia Metropolitana do Distrito de Columbia, a área determinada para a atuação do Polícia do Capitólio é de 200 quadras entorno de sua sede. A jurisdição da Polícia do Capitólio dos Estados Unidos centra-se no edifício do Capitólio dos Estados Unidos em Washington, DC, nos escritórios adjacentes do Congresso (Câmara e Senado) e nos edifícios da Biblioteca do Congresso. Contudo, a Polícia do Capitólio também atua nas áreas do entorno do Capitólio (Colina do Capitólio), incluindo monumentos e parques que sejam propriedade do Congresso; mesmo que estes não estejam na Capitol Hill. Os oficiais também têm jurisdição em todo o Distrito de Columbia para tomar medidas coercitivas quando observam ou são informados de crimes de violência durante suas funções oficiais. Além disso, eles são encarregados de proteger os membros do Congresso, oficiais do Congresso e suas famílias em todo o Estados Unidos, seus territórios e possessões, e no Distrito de Columbia. Enquanto desempenha funções de proteção, a Polícia do Capitólio tem jurisdição em todos os Estados Unidos. O Distrito de Columbia possui uma polícia própria, o Departamento de Polícia Metropolitana do Distrito de Columbia (MPDC ou também MPD), que tem um papel único na medida em que atua como um departamento de polícia local, com responsabilidades municipais, estaduais e federais, e está subordinado a um governo municipal, mas opera sob a autoridade federal.

## Histórico
A história da Polícia do Capitólio dos Estados Unidos remonta a 1801, quando o Congresso se mudou da cidade de Filadélfia para o recém-construído Capitólio em Washington, DC. Na época, o Congresso nomeou um vigia para proteger o prédio e a propriedade do Congresso. 
A polícia foi formalmente criada pelo Congresso em 1828 após o ataque a John Adams II, filho de  John Quincy Adams, na rotunda do Capitólio. A Polícia do Capitólio dos Estados Unidos tinha como dever original fornecer segurança para o Capitólio dos Estados Unidos.
Sua missão se expandiu para fornecer à comunidade do Congresso e seus visitantes uma variedade de serviços de segurança. Esses serviços são fornecidos por meio do uso de uma variedade de unidades especializadas de apoio, uma rede de patrulhas a pé e veiculares, postos fixos, uma Equipe de Contenção e Resposta a Emergências (CERT) em tempo integral, K-9, uma Divisão de Patrulha/Resposta Móvel e uma Seção de Dispositivos Perigosos e Materiais Perigosos em tempo integral.
Em 1979, a Polícia do Capitólio conseguiu um chefe de polícia separado; a função já havia sido preenchida por oficiais do Departamento de Polícia Metropolitana.
Em 2005, o Congresso estabeleceu o Gabinete do Inspetor Geral (OIG) da Polícia do Capitólio dos Estados Unidos (USCP) como uma agência legislativa. O Inspetor Geral dirige o OIG, supervisiona e conduz auditorias, inspeções e investigações envolvendo programas, funções, sistemas e operações do USCP, e se reporta diretamente ao Conselho de Polícia do Capitólio.
Antes de 2021, quatro policiais do Capitólio morreram no cumprimento do dever.

### Ataque ao Capitólio em 6 de janeiro

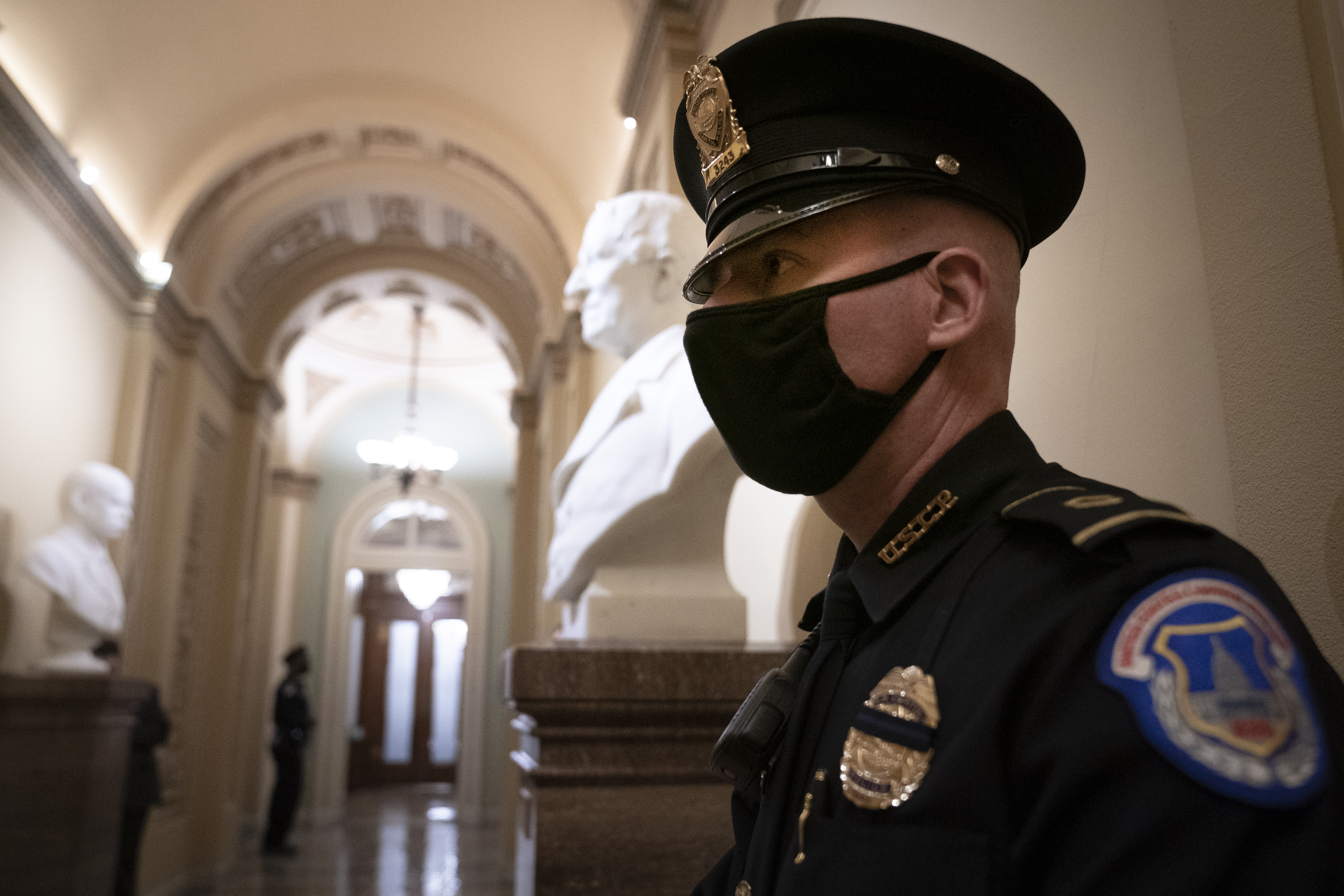
Oficial fica de guarda em 2021.

Em um comício em Washington em 6 de janeiro de 2021, o advogado de Trump, Rudy Giuliani, pediu "julgamento por combate". Trump encorajou seus apoiadores a "lutar como o inferno" e "recuperar nosso país", e pediu a seus apoiadores que marchassem para o Capitólio dos Estados Unidos.  Eventualmente, o prédio foi facilmente invadido com pouca resistência. O Congresso estava em sessão na época, conduzindo a contagem de votos do Colégio Eleitoral e debatendo os resultados da votação.  
Os desordeiros romperam as barricadas erguidas pela Polícia do Capitólio ao redor do Capitólio. No final das contas, uma mulher desarmada, Ashli Babbitt, foi morta a tiros por um oficial do USCP quando tentou escalar uma janela quebrada em uma porta barricada, e três outros manifestantes morreram em emergências médicas. Um policial do USCP também foi ferido durante o ataque, com outro policial que respondeu ao ataque morrendo de folga dias depois. Mais de cinquenta oficiais do USCP e do MPD ficaram feridos durante o ataque, e vários oficiais do USCP foram hospitalizados com ferimentos graves.
A pedido do presidente da Câmara dos Deputados, o chefe de polícia do Capitólio, Steven Sund, anunciou sua renúncia no dia seguinte, a partir de 16 de janeiro de 2021. Dois outros policiais também foram suspensos em janeiro de 2021. Seis policiais do Capitólio foram suspensos e mais 29 estavam sendo investigados em fevereiro de 2021.